# Франц Гісляйтнер
Франц Гісляйтнер (нім. Franz Hiesleitner) — австрійський футболіст, що грав на позиції нападника.

## Клубна кар'єра
На високому рівні грав за австрійський клуб «Вієнна», до складу якого Гісляйтнер приєднався в 1934 році. Грав переважно на позиції правого крайнього нападника. На цій позиції в команді багато років виступав Антон Брозенбауер, тому Франц у своєму першому сезоні зіграв лише 6 матчів, а його команда стала третьою у лізі. Влітку Гісляйтнер зіграв у двох матчах (і забив 1 гол) відбіркового турніру до Кубка Мітропи. «Вієнна» обіграла «Ваккер» і «Вінер Шпорт-Клуб» і виграла цей міні-турнір. В 1/8 фіналу Кубка Мітропи 1935 «Вієнна» поступилась празькій «Спарті» — 1:1 і 3:5. Гісляйтнер грав у другому з цих матчів.
На початку сезону 1935-36 Брозенбауер отримав травму, через яку більше не повернувся на свій колишній рівень гри. Гісляйтнер на деякий час став основним правим нападником, але в другій частині сезону в команду прийшов досвідчений Йозеф Мольцер і Франц знову потрапив у запас. «Вієнна» стала другою в чемпіонаті Австрії і дійшла до фіналу Кубка Австрії. Гісляйтнер зіграв 13 матчів у чемпіонаті (і забив два голи), а також взяв участь у двох кубкових матчах (у фіналі не грав). 
Після цього Франц залишив «Вієнну» і, ймовірно, продовжив футбольні виступи на нижчих рівнях. Несподівано повернувся до «Вієнни» в першому післявоєнному сезоні 1945-46, зіграв 11 матчів і забив 2 голи

## Статистика виступів

### Статистика виступів у кубку Мітропи
| №                      | Розіграш               | Стадія                 | Дата та місце проведення | Команда 1              | Рахунок | Команда 2    | Голи та інші дії |
| ---------------------- | ---------------------- | ---------------------- | ------------------------ | ---------------------- | ------- | ------------ | ---------------- |
| 1                      | 1935                   | 1/8                    | 22.06.1935, Мілан        | Спарта (Прага)         | 5:3     | Ферст Вієнна |                  |
| Всього у кубку Мітропи | Всього у кубку Мітропи | Всього у кубку Мітропи | Всього у кубку Мітропи   | Всього у кубку Мітропи | 1       |              | 0                |

## Титули і досягнення
- Срібний призер чемпіонату Австрії (1):

«Вієнна» (Відень): 1935–1936
- Бронзовий призер чемпіонату Австрії (1):

«Вієнна» (Відень): 1934–1935
- Фіналіст Кубка Австрії (1):

«Вієнна» (Відень): 1929